# Saint-Marceau, Sarthe
Saint-Marceau är en kommun i departementet Sarthe i regionen Pays de la Loire i nordvästra Frankrike. Kommunen ligger i kantonen Beaumont-sur-Sarthe som tillhör arrondissementet Mamers. År 2022 hade Saint-Marceau 536 invånare.

## Befolkningsutveckling
Antalet invånare i kommunen Saint-Marceau
| Referens: INSEE |